# Rác AI
Rác AI (tiếng Anh: AI slop), là một thuật ngữ chỉ các phương tiện truyền thông chất lượng thấp, bao gồm cả văn bản và hình ảnh, được tạo ra bằng công nghệ trí tuệ nhân tạo tạo sinh. Đặc điểm của loại nội dung này là sự thiếu nỗ lực, logic hoặc mục đích vốn có của nó. Được đặt ra vào những năm 2020, thuật ngữ này mang hàm ý miệt thị, tương tự như "thư rác".
Rác AI có nhiều định nghĩa khác nhau. Nó được coi là "mớ lộn xộn kỹ thuật số", "nội dung lấp chỗ trống, ưu tiên tốc độ và số lượng hơn là thực chất và chất lượng". Nó cũng là "nội dung AI cẩu thả hoặc không mong muốn trên phương tiện truyền thông mạng xã hội, nghệ thuật, sách và [...] kết quả tìm kiếm."
Jonathan Gilmore, một giáo sư triết học tại Đại học Thành phố New York, mô tả rằng loại tài liệu này có một "phong cách thực tế, nhàm chán đến kinh ngạc", và người xem có thể dễ dàng tiếp thu.

## Trên phương tiện truyền thông mạng xã hội

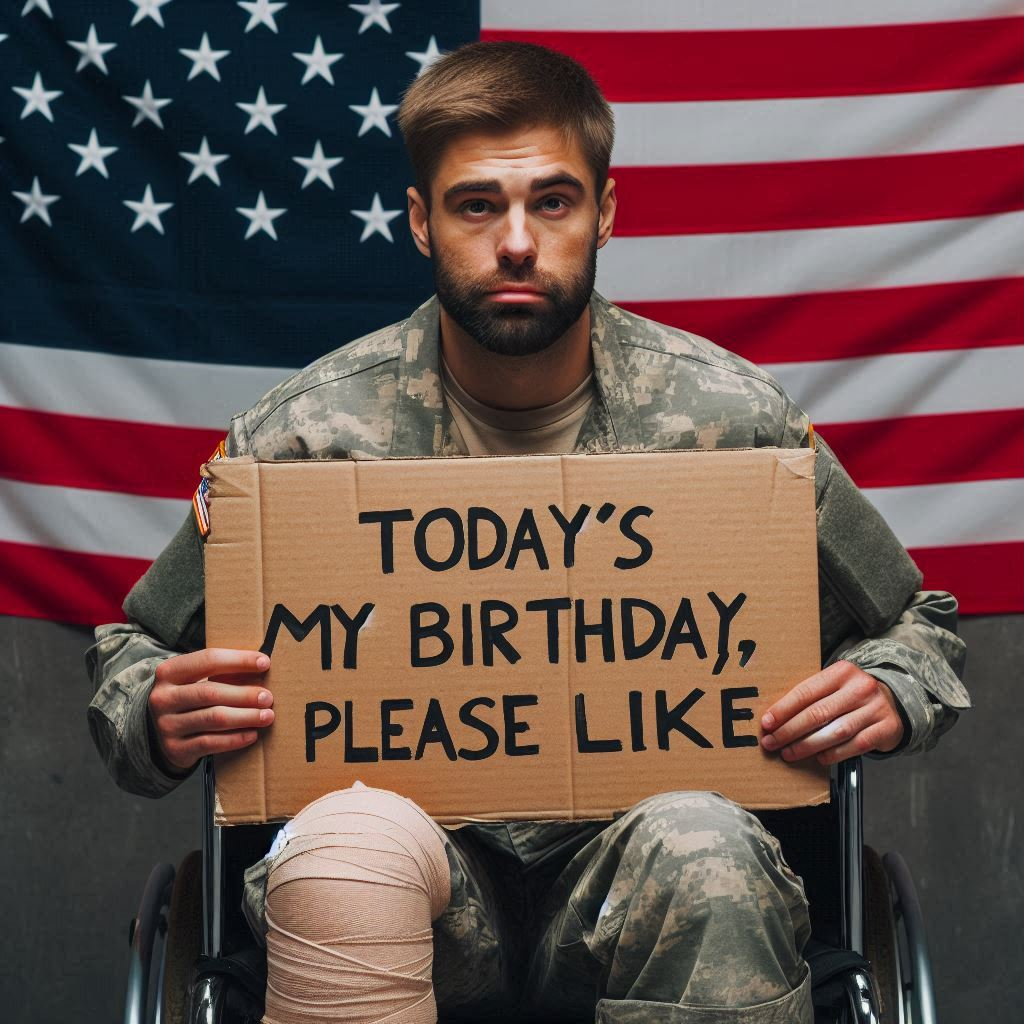
Hình ảnh được tạo ra bằng câu lệnh được thiết kế để thu hút khán giả Mỹ, từ một buổi hội thảo bằng tiếng Hindi: "american soldier veteran holding cardboard sign that says 'today's my birthday, please like' injured in battle veteran war american flag"

## Trong quảng cáo

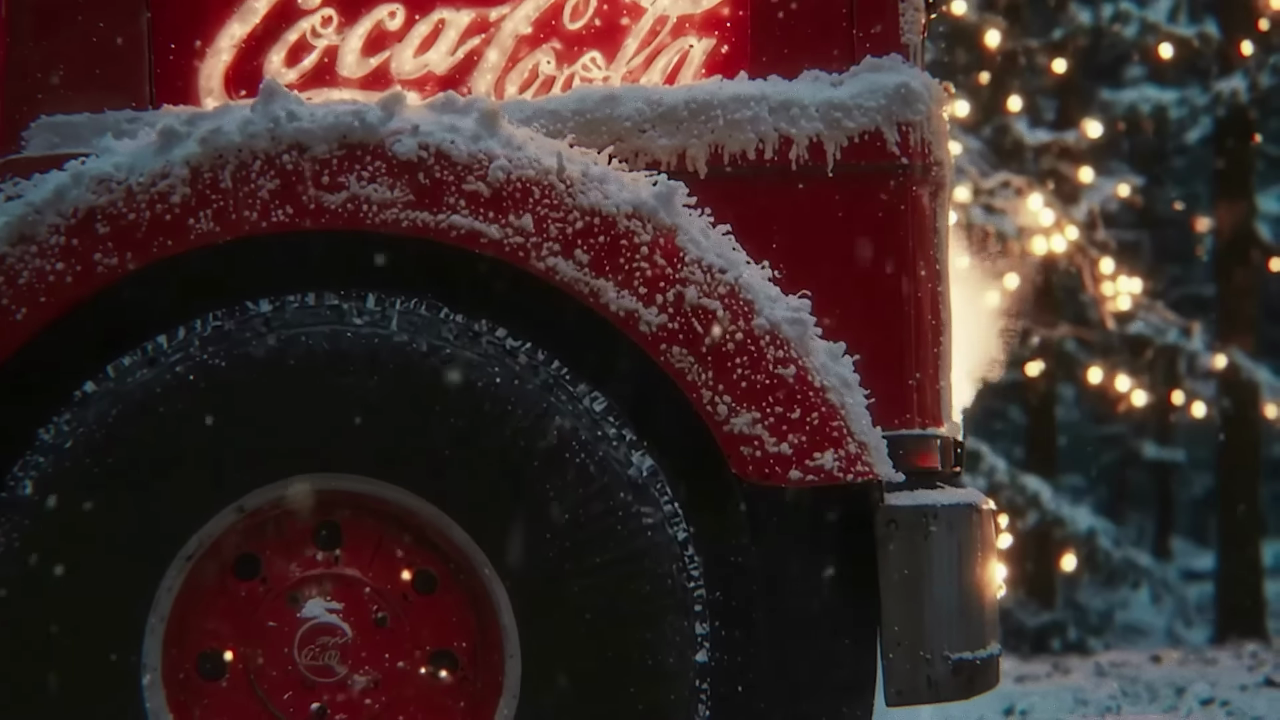
Ảnh chụp màn hình từ một trong những quảng cáo nghỉ lễ của Coca-Cola có sự hỗ trợ của AI, cho thấy logo Coca-Cola bị viết sai thành "Coca-Coola"